# 온보
온보(영어: Onvo, 중국어 간체자: 乐道, 병음: Lèdào)는 니오에서 소유 중인 중국의 전기 자동차 제조업체로, 2024년에 설립되었다.

## 차종
- 온보 L60 (2024년~현재), 미드 사이즈 쿠페 SUV

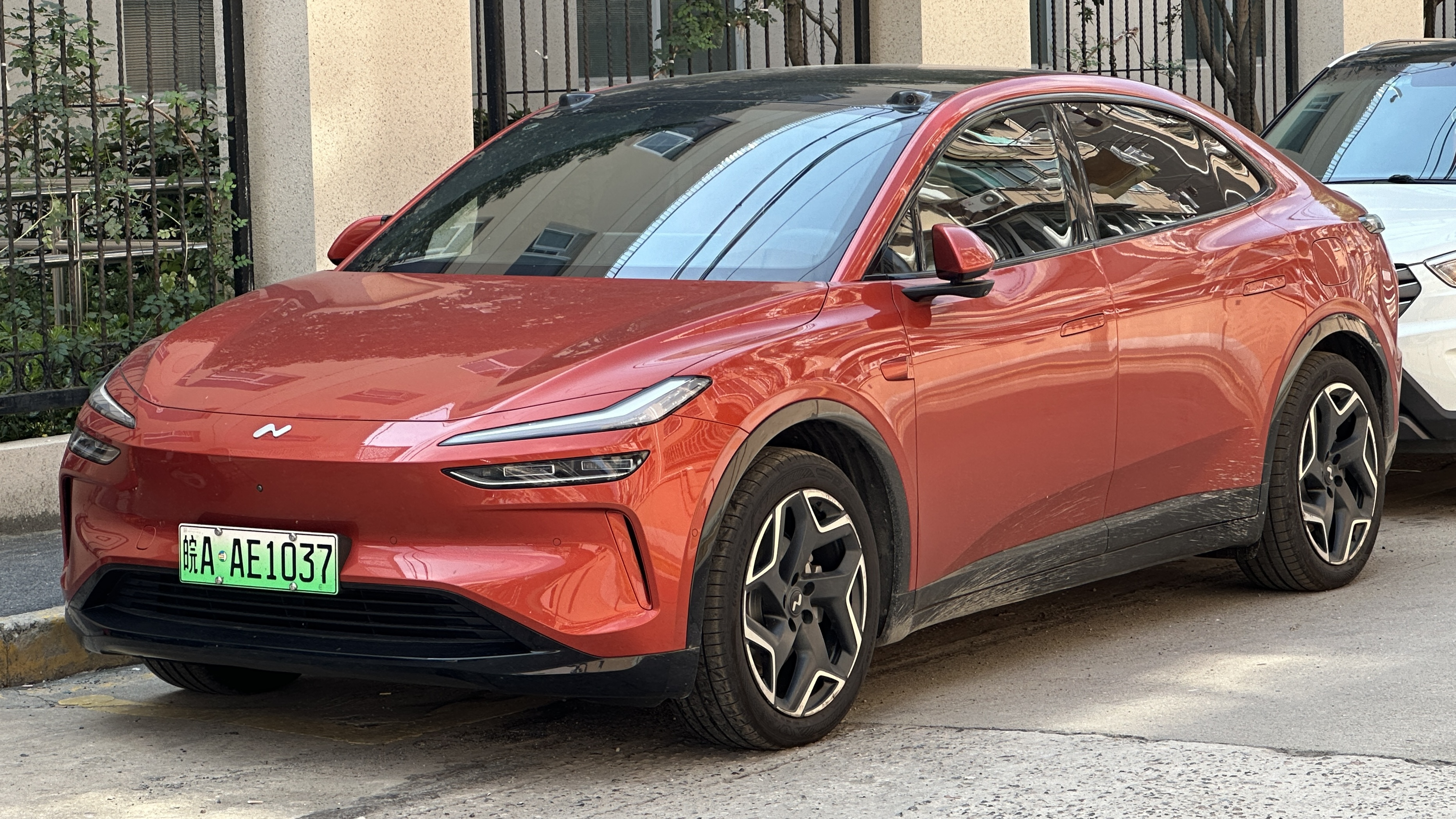
온보 L60

## 같이 보기
- 니오 (기업)